# Steve Kerr
Stephen Douglas "Steve" Kerr (Beiroet, 27 september 1965) is een Amerikaans voormalig basketballer en huidig basketbalcoach. Hij is sinds 2014 hoofdtrainer bij de Golden State Warriors in de NBA.

## Carrière
Kerr speelde collegebasketbal voor de Arizona Wildcats van 1983 tot 1988. In 1986 werd hij samen met de Amerikaanse ploeg wereldkampioen. In 1988 stelde hij zich kandidaat voor de NBA-draft en werd in de tweede ronde gekozen door de Phoenix Suns als 50e. Hij speelde in zijn eerste seizoen maar 23 wedstrijden voor de Suns. Op 5 december 1989 werd hij geruild naar de Cleveland Cavaliers voor een 2e ronde draftpick. Bij de Cavaliers speelde hij drie seizoenen en bereikte tweemaal de play-offs. Op 2 december 1992 werd hij door de Cavaliers geruild naar de Orlando Magic voor opnieuw een tweede ronde draftpick. Hij speelde het seizoen uit in Orlando maar kreeg geen contract verlenging.
In de zomer tekende hij een contract bij de Chicago Bulls met sterspeler Michael Jordan. Hij speelde vijf seizoenen voor de Bulls waarvan vier seizoenen lang alle wedstrijden als invaller. Hij won drie kampioenschappen met de Bulls en na het seizoen 1997/98 werd hij geruild naar de San Antonio Spurs voor Chuck Person en een draftpick. Bij de Spurs speelde hij drie seizoenen en won het NBA-kampioenschap in het seizoen 1998/99. Op 25 juli 2001 werd hij geruild naar de Portland Trail Blazers samen met Derek Anderson en een draftpick in de ruil voor Steve Smith. Hij speelde een seizoen voor Trail Blazers in de zomer ruilde ze hem terug naar de Spurs samen met Erick Barkley en een draftpick in de ruil voor Antonio Daniels, Amal McCaskill en Charles Smith. Na het seizoen 2002/03 stopte hij als basketbalspeler.
Tussen 2004 en 2010 was hij actief bij de Phoenix Suns, tussen 2007 en 2010 als algemeen manager. In 2014 ging hij aan de slag als hoofdcoach van de Golden State Warriors als opvolger van Mark Jackson. Als coach van de Warriors bereikte hij in zijn eerste vijf jaar altijd de NBA-finale en werd hij driemaal NBA-kampioen in de seizoenen 2014/15, 2016/17 en 2017/18. In 2016 ontving hij ook de NBA Coach of the Year-prijs. In 2020 werd hij als assistent-coach Olympisch kampioen met de Amerikaanse nationale ploeg onder leiding van Gregg Popovich. In 2022 werd hij voor een vierde keer kampioen met de Warriors door de Boston Celtics te verslaan met 4-2 in de play-offs.

## Erelijst

### Als speler
- NBA-kampioen: 1996, 1997, 1998, 1999, 2003
- NBA Three-Point Contest: 1997
- Wereldkampioenschap: 1986
- Nummer 25 teruggetrokken door de Arizona Wildcats

### Als coach
- NBA-kampioen: 2015, 2017, 2018, 2022
- NBA Coach of the Year: 2016
- NBA All-Star Game-coach: 2015, 2017
- 15 Greatest Coaches in NBA History

### Als assistent-coach
- Olympische Spelen: 2020

## Statistieken

### Reguliere Seizoen
| Seizoen  | Team                   | WG  | WS | MPW  | 2P%  | 3P%  | FW%   | RPW | APW | SPW | BPW | PPW |
| -------- | ---------------------- | --- | -- | ---- | ---- | ---- | ----- | --- | --- | --- | --- | --- |
| 1988/89  | Phoenix Suns           | 26  | 0  | 6,0  | 43,5 | 47,1 | 66,7  | 0,7 | 0,9 | 0,3 | 0,0 | 2,1 |
| 1989/90  | Cleveland Cavaliers    | 78  | 5  | 21,3 | 44,4 | 50,7 | 86,3  | 1,3 | 3,2 | 0,6 | 0,1 | 6,7 |
| 1990/91  | Cleveland Cavaliers    | 57  | 4  | 15,9 | 44,4 | 45,2 | 84,9  | 0,6 | 2,3 | 0,5 | 0,1 | 4,8 |
| 1991/92  | Cleveland Cavaliers    | 48  | 20 | 17,6 | 51,1 | 43,2 | 83,3  | 1,6 | 2,3 | 0,6 | 0,2 | 6,6 |
| 1992/93  | Cleveland Cavaliers    | 5   | 0  | 8,2  | 50,0 | 0,0  | 100,0 | 1,4 | 2,2 | 0,4 | 0,0 | 2,4 |
| 1992/93  | Orlando Magic          | 47  | 0  | 9,4  | 42,9 | 25,0 | 90,9  | 0,8 | 1,3 | 0,2 | 0,0 | 2,6 |
| 1993/94  | Chicago Bulls          | 82  | 0  | 24,8 | 49,7 | 41,9 | 85,6  | 1,6 | 2,6 | 0,9 | 0,0 | 8,6 |
| 1994/95  | Chicago Bulls          | 82  | 0  | 22,4 | 52,7 | 52,4 | 77,8  | 1,5 | 1,8 | 0,5 | 0,0 | 8,2 |
| 1995/96  | Chicago Bulls          | 82  | 0  | 23,4 | 50,6 | 51,5 | 92,9  | 1,3 | 2,3 | 0,8 | 0,0 | 8,4 |
| 1996/97  | Chicago Bulls          | 82  | 0  | 22,7 | 53,3 | 46,4 | 80,6  | 1,6 | 2,1 | 0,8 | 0,0 | 8,1 |
| 1997/98  | Chicago Bulls          | 50  | 0  | 22,4 | 45,4 | 43,8 | 91,8  | 1,5 | 1,9 | 0,5 | 0,1 | 7,5 |
| 1998/99  | San Antonio Spurs      | 44  | 0  | 16,7 | 39,1 | 31,3 | 88,6  | 1,0 | 1,1 | 0,5 | 0,1 | 4,4 |
| 1999/00  | San Antonio Spurs      | 32  | 0  | 8,4  | 43,2 | 51,6 | 81,8  | 0,6 | 0,4 | 0,1 | 0,0 | 2,8 |
| 2000/01  | San Antonio Spurs      | 55  | 1  | 11,8 | 42,1 | 42,9 | 93,3  | 0,6 | 1,0 | 0,3 | 0,0 | 3,3 |
| 2001/02  | Portland Trail Blazers | 65  | 0  | 11,9 | 47,0 | 39,4 | 97,5  | 0,9 | 1,0 | 0,2 | 0,0 | 4,1 |
| 2002/03  | San Antonio Spurs      | 75  | 0  | 12,7 | 43,0 | 39,5 | 88,2  | 0,8 | 0,9 | 0,4 | 0,0 | 4,0 |
| Carrière | Carrière               | 910 | 30 | 17,8 | 47,9 | 45,4 | 86,4  | 1,2 | 1,8 | 0,5 | 0,1 | 6,0 |

### Play-offs
| Seizoen  | Team                   | WG  | WS | MPW  | 2P%  | 3P%  | FW%   | RPW | APW | SPW | BPW | PPW |
| -------- | ---------------------- | --- | -- | ---- | ---- | ---- | ----- | --- | --- | --- | --- | --- |
| 1989/90  | Cleveland Cavaliers    | 5   | 0  | 14,6 | 28,6 | 0,0  | —     | 1,2 | 2,0 | 0,8 | 0,0 | 1,6 |
| 1991/92  | Cleveland Cavaliers    | 12  | 3  | 12,4 | 43,9 | 27,3 | 100,0 | 0,5 | 0,8 | 0,4 | 0,0 | 3,7 |
| 1993/94  | Chicago Bulls          | 10  | 0  | 18,6 | 36,1 | 37,5 | 100,0 | 1,4 | 1,0 | 0,7 | 0,0 | 3,5 |
| 1994/95  | Chicago Bulls          | 10  | 0  | 19,3 | 47,5 | 42,1 | 100,0 | 0,6 | 1,5 | 0,1 | 0,0 | 5,1 |
| 1995/96  | Chicago Bulls          | 18  | 0  | 19,8 | 44,8 | 32,1 | 87,1  | 1,0 | 1,7 | 0,8 | 0,0 | 6,1 |
| 1996/97  | Chicago Bulls          | 19  | 0  | 17,9 | 42,9 | 38,1 | 92,9  | 0,9 | 1,1 | 0,9 | 0,1 | 5,1 |
| 1997/98  | Chicago Bulls          | 21  | 0  | 19,8 | 43,4 | 46,3 | 81,8  | 0,8 | 1,7 | 0,3 | 0,0 | 4,9 |
| 1998/99  | San Antonio Spurs      | 11  | 0  | 8,8  | 26,7 | 23,1 | 83,3  | 0,8 | 0,7 | 0,2 | 0,0 | 2,2 |
| 2000/01  | San Antonio Spurs      | 9   | 0  | 11,2 | 48,0 | 33,3 | 50,0  | 1,0 | 0,7 | 0,4 | 0,1 | 3,3 |
| 2001/02  | Portland Trail Blazers | 3   | 0  | 13,0 | 42,9 | 25,0 | 100,0 | 1,3 | 1,7 | 0,3 | 0,0 | 6,3 |
| 2002/03  | San Antonio Spurs      | 10  | 0  | 4,6  | 63,6 | 83,3 | 75,0  | 0,3 | 0,6 | 0,1 | 0,0 | 2,2 |
| Carrière | Carrière               | 128 | 3  | 15,6 | 42,6 | 37,0 | 87,6  | 0,9 | 1,2 | 0,5 | 0,0 | 4,3 |

0 Brown · 
7 Kukoč · 
8 Simpkins · 
9 Harper · 
13 Longley · 
22 Salley · 
23 Jordan · 
25 Kerr · 
30 Buechler · 
33 Pippen · 
34 Wennington · 
35 Caffey · 
53 Edwards · 
54 Haley · 
91 Rodman · 
Coach Jackson
00 Parish · 
1 Brown · 
7 Kukoč · 
8 Simpkins · 
9 Harper · 
13 Longley · 
18 Williams · 
23 Jordan · 
25 Kerr · 
30 Buechler · 
33 Pippen · 
34 Wennington · 
35 Caffey · 
91 Rodman · 
Coach Jackson
1 Brown · 
5 LaRue · 
7 Kukoč · 
8 Simpkins · 
9 Harper · 
13 Longley · 
22 Booth · 
23 Jordan · 
24 Burrell · 
25 Kerr · 
30 Buechler · 
33 Pippen · 
34 Wennington · 
35 Kleine · 
91 Rodman · 
Coach Jackson
2 Jackson · 
4 Kerr · 
6 Johnson · 
10 Gaze · 
11 Williams · 
17 Elie · 
21 Duncan · 
25 Kersey · 
31 Rose · 
32 Elliott · 
33 Daniels · 
41 Perdue · 
50 Robinson · 
54 King · 
Coach Popovich
3 Jackson · 
8 Smith · 
9 Parker · 
10 Claxton · 
12 Bowen · 
20 Ginóbili · 
21 Duncan · 
25 Kerr · 
31 Rose · 
35 Ferry · 
42 Willis · 
50 Robinson · 
Coach Popovich
1 Kuzmić ·
4 Rush ·
5 Speights ·
7 Holiday ·
9 Iguodala ·
10 Lee ·
11 Thompson ·
12 Bogut ·
19 Barbosa ·
20 McAdoo ·
23 Green ·
30 Curry ·
31 Ezeli ·
34 Livingston ·
40 Barnes ·
Coach Kerr
0 McCaw ·
1 McGee ·
3 West ·
5 Looney ·
9 Iguodala ·
11 Thompson ·
15 Jones ·
20 McAdoo ·
21 Clark ·
22 Barnes ·
23 Green ·
27 Pachulia ·
30 Curry ·
34 Livingston ·
35 Durant ·
Coach Kerr
0 McCaw ·
1 McGee ·
2 Bell ·
3 West ·
4 Cook ·
5 Looney ·
6 Young ·
9 Iguodala ·
11 Thompson ·
15 Jones ·
23 Green ·
25 Boucher ·
27 Pachulia ·
30 Curry ·
34 Livingston ·
35 Durant ·
Coach Kerr
00 Kuminga ·
0 Payton ·
1 Lee ·
2 Chiozza ·
3 Poole ·
4 Moody ·
5 Looney ·
8 Bjelica ·
9 Iguodala ·
11 Thompson ·
12 Weatherspoon ·
22 Wiggins ·
23 Green ·
30 Curry ·
32 Porter ·
33 Wiseman ·
95 Toscano-Anderson ·
Coach Kerr